# Rai 1

Logo van Rai 1 sinds 12 september 2016

Rai 1 (ook bekend als Rai Uno) is een Italiaanse publieke televisiezender. Op 3 januari 1954 begon de zender van de Italiaanse staat, Programma Nazionale. Van 15 maart 1976 tot 3 oktober 1983 heette de zender Rete 1. Sinds 3 oktober 1983 heeft de zender zijn huidige naam. Rai Uno is de belangrijkste tv-zender van de Radiotelevisione Italiana (Rai), de Italiaanse publieke omroep, en is de meest bekeken zender in Italië. Het is een algemeen kanaal met Canale 5 van Mediaset als meest directe concurrent.

## Geschiedenis van Rai 1

### Jaren 1950
Rai Uno was het eerste televisiekanaal van Italië. Op zondag 3 januari 1954 gingen de officiële uitzendingen van start als Programma Nazionale; omroepster Fulvia Colombo kondigde de officiële start aan van de televisie-uitzendingen van de RAI, waarop de plechtige openingsceremonie en het eerste programma Arrivi e partenze volgden; een programma waarin de presentator Mike Bongiorno op de Italiaanse vliegvelden en in de Italiaanse havens, vertrekkende of gearriveerde Italiaanse en buitenlandse personen interviewde. Andere opvallende persoonlijkheden in de jaren vijftig waren Corrado, Enzo Tortora, Mario Riva, Delia Scala, Walter Chiari, het Amerikaanse duo Abbe Lane en Xavier Cugat, Raimondo Vianello en Ugo Tognazzi.
De televisie heeft een zeer belangrijke rol gespeeld bij de heropleving van Italië die uiteindelijk zou leiden tot een explosieve economische groei; televisie bleek een handige manier om Italië, een land dat nog steeds verdeeld was door vele dialecten, taalkundig te verenigen. Dit werd bereikt dankzij uitzendingen als Non è mai troppo tardi van Alberto Manzi, waardoor veel analfabeten erin slaagden hun basisschool-diploma te halen.
Dankzij variété en quizzen werd televisie zeer populair in Italië, met programma's als Un, due, tre, Il Musichiere, Campanile sera, Canzonissima, waarvan de eerste serie in 1958 werd uitgezonden en de trekking van de Nieuwjaarsloterij mee werd gecombineerd, maar vooral Lascia o raddoppia, de eerste Italiaanse televisiequiz gepresenteerd door Mike Bongiorno, werd zo populair dat men in bars, verenigingen, clubs samenkwam om het programma te volgen. Het succes van de uitzending veroorzaakte een protest bij exploitanten van bioscoopzalen, die klaagden over een aanzienlijke daling van de opbrengsten op de zaterdagavond, de dag waarop het programma werd uitgezonden. Het protest werd gesust door de uitzending te verplaatsen naar de donderdag.
Ook aan informatie en sport werd veel aandacht geschonken; al vanaf de eerste dag dat de RAI begon met uitzenden werden Telegiornale en La domenica sportiva uitgezonden, die overigens nog steeds op televisie te zien zijn. Ook populair waren de series die waren gebaseerd op de meest bekende Italiaanse en buitenlandse, voornamelijk negentiende-eeuwse, romans. De eerste serie Il dottor Antonio werd uitgezonden in 1954.
Vanaf 1955 werd het, tot dan toe alleen via de radio te volgen, Festival di Sanremo (Festival van Sanremo) voor het eerst op de televisie uitgezonden. En in 1957 ging Carosello voor de eerst de lucht in, een rubriek vooral geliefd door kinderen. Twintig jaar lang is dit het enige moment geweest waarop de staat tijd voor reclame beschikbaar stelde. Er werden sketches opgevoerd van anderhalve minuut lang, waarbij aan het einde een product gepromoot werd. Carosello is een van de programma's waarmee generaties kinderen zijn opgegroeid.
In het begin en nog vele jaren daarna had de televisie erg te lijden onder de christendemocratische invloed, zowel in de informatie als in het type amusement golden strenge regels voor alle programma's en presentatoren. Zo was bijvoorbeeld het gebruik van woorden die zouden kunnen zinspelen op seksuele organen uitdrukkelijk verboden, evenals het in de maling nemen van politieke personages of geestelijken en het tonen van ontblote lichaamsdelen. In 1956 werd het variété La piazzetta afgeschaft omdat danseres Alba Arnova het podium opkwam met een vleeskleurige panty, wat de indruk gaf naakt te zijn. Ook werd het variété programma Un, due, tre stopgezet en de presentatoren Raimondo Vianello en Ugo Tognazzi ontslagen omdat zei een parodie opvoerden van een val waarin de toenmalige president Giovanni Gronchi de hoofdrol speelde. In veel opzichten kan men uit de geschiedenis van de censuur op televisie de ontwikkeling van de Italiaanse moraal terugvinden.

### Jaren 1960
In de jaren zestig wordt het televisietoestel, tot dan toe duur en alleen weggelegd voor de elite, dankzij de economische groei een massaproduct. Volgens velen waren dit de schitterjaren van de RAI en Programma Nazionale. Op 4 november 1961 werd een tweede kanaal, Secondo Programma (het tegenwoordige Rai 2), in het leven geroepen. Terwijl Programma Nazionale de beste programma's met de grootste en bekendste persoonlijkheden uitzond, werden op Secondo Programma de kleinere en goedkopere programma's uitgezonden.
Ook waren het de gouden jaren van het variété dankzij persoonlijkheden als regisseur Antonello Falqui, decorontwerper Cersarini da Senigallia en presentatoren en sterren als Mina, Lelio Luttazzi, Johnny Dorelli, Marisa Del Frate, Sandra Mondaini, Bice Valore, de beginners Pippo Baudo en Paolo Panella, naast de eerder genoemde Vianello, Bongiorno, Corrado en Chiari die samen met vele andere de hoofdrolspelers waren in beroemde programma's in de geschiedenis van de Italiaanse televisie als Studio Uno, Biblioteca di Studio Uno, het al genoemde Canzonissima, La fiera dei sogni, Johnny sera, Senza Rete en L'amico del giaguaro.
Het Festival van Sanremo bleef succesvol, en werd tijdens de jaren zestig voornamelijk gepresenteerd door Mike Bongiorno. Ook series als Il mulino del Po, I Promessi Sposi, La cittadella en La freccia nera werden door miljoenen kijkers gevolgd. In 1963 werd de programmering van Canzonissima gestopt door een satirische sketch over de veiligheid op het werk. Het kostte Dario Fo en Franca Rame hun baan bij de RAI voor bijna twintig jaar en het programma werd gestaakt tot 1968, al werd het in de jaren daartussen onder andere namen uitgezonden. Het Telegiornale groeide, ondanks de overduidelijke invloed van de overheid waren er gezaghebbende journalisten als Enzo Biagi, Ugo Zatterin, Ennio Mastrostefano, Emilio Rossi, Ruggero Orlando en Tito Stagno. In deze jaren begon het journaal met correspondenties vanuit de grote wereldsteden en de grote steden van Italië.
Ook Carosello bleef bestaan, waarin niet alleen tekenfilmpjes werden getoond, maar ook de meest beroemde acteurs, zangers en presentatoren in figureerden. Daarnaast kwam in de middag televisie voor de jeugd op met tekenfilms en jeugdseries.

### Jaren 1970
De jaren zeventig gingen weer van start met een schandaal. Tijdens de tune van Canzonissima '70 toonde de soubrette Raffaella Carrà haar navel. In de eerste helft van de jaren zeventig zette het variété op televisie zich voort met programma's als Formula Due, Milleluci, Teatro 10, Dove sta Zazà en de komst van nieuwe persoonlijkheden als Loretta Goggi, Alighiero Noschese, Enrico Montesano, Pippo Franco en Gabriella Ferri. Op het gebied van sport ontstond in 1970 Novantesimo minuto waarin alle doelpunten in het voetbal werden samengevat. Het programma werd gepresenteerd door journalist Paolo Valenti en was voor miljoenen voetbalfans niet meer weg te denken.
Maar Italië veranderde; de studenten- en arbeidersprotesten, de seksuele liberalisatie, de opstanden van jongeren en het terrorisme van de jaren zeventig (Anni di Piombo, "loodjaren") kenmerkten Italië en de explosieve economische groei was alweer geschiedenis. Ook de televisie werd betwist; het werd gezien als verouderd en verwijderd van alle culturele en sociale veranderingen die Italië doormaakte. Men begon van alle kanten te vragen om een hervorming van de RAI, die de televisie uit de greep van de christendemocraten haalde en het weer dichter bij de mensen en de realiteit bracht.
In 1973 werden Canzonissima en de trekking van de Nieuwjaarsloterij verplaatst van de zaterdagavond naar de zondagmiddag en het ooit zo succesvolle Festival di Sanremo maakte vanaf de tweede helft van de jaren zeventig een minder succesvolle tijd door, het kwam zelfs zover dat slechts de finale werd uitgezonden door Programma Nazionale.
Tussen 1975 en 1977 deden zich verschillende essentiële gebeurtenissen voor. Op 15 maart 1976 ging eindelijk de hervormde RAI van start en Programma Nazionale werd Rete 1 en Secondo Programma werd Rete 2. Deze hervorming zorgde ervoor dat de controle van de RAI verschoof van de regering naar het parlement, waardoor ook partijen die niet in de regering zaten toegang kregen tot dit grote communicatiemiddel. Rete 2 werd het progressieve net, gecontroleerd door de Partito Socialista Italiano (PSI, de Italiaanse Socialistische Partij) met een vernieuwend en soms ruimdenkend programma, terwijl Rete 1 het traditionele net bleef onder katholieke invloed en gecontroleerd door de christendemocraten met een klassieker programma. Er ontstond concurrentie tussen de twee kanalen en vanaf dat moment kon de kijker zelf beslissen waar hij naar keek. Een voorbeeld van deze concurrentie was de zondagmiddag waarbij de kijker kon kiezen tussen Domenica In op Rete 1 en L'altra domenica op Rete 2. Zelfs tussen de journaals was concurrentie; TG1 was katholiek en conservatief en zette zich af tegen het socialistische TG2.
In 1976 ontstond er een nieuw genre op de Italiaanse televisie: de talkshow. Bontà loro gepresenteerd door Maurizio Costanzo was hiervan het eerste voorbeeld. Hierna presenteerde Costanzo in 1978 Acquario en in 1979 Grand'Italia.
In 1976 ontving de Constitutionele Raad een bezwaarschrift van Peppo Sacchi, oprichter van Telebiella, een televisiestation, en legaliseerde de uitzendingen via de ether van de particuliere omroep op regionaal niveau. De RAI verloor het monopolie op de televisie-uitzendingen op lokaal niveau, ook al had het al vanaf eind jaren zestig te maken gehad met de concurrentie van vreemde televisiezenders in de Italiaanse taal als Telecapodistria, Telemontecarlo en TSI die, door van buiten de grens uit te zenden, hun eigen programma's konden uitzenden op nationaal niveau en zo de wet op het monopolie konden omzeilen.
In januari 1977 werd na twintig jaar de rubriek Carosello beëindigd en vanaf dat moment werden de reclames uitgezonden in reclameblokken. Een maand later, tien jaar later dan het grootste deel van de rest van de Europese televisie, begon ook de RAI met het uitzenden van de eigen programma's in kleur. Vanaf 1979 werden alle programma's in kleur uitgezonden, terwijl bijvoorbeeld enkele lokale televisiezenders, met beperktere middelen, dit al veel eerder dan de RAI deden.
Met de kleurentelevisie ontstond nieuwe televisie met vernieuwende variété, zoals Non stop en Fantastico gepresenteerd door Enzo Trapani. Op 15 december 1979 gingen de uitzendingen van Rete 3 van start die dicht bij de Partito Comunista Italiano (PCI, de Italiaanse Communistische Partij) stond en tot aan 1987 aan een culturele programmering gewijd was.

### Jaren 1980
De jaren tachtig begonnen niet goed voor de RAI; na het verlies van het monopolie op lokaal niveau in de jaren zeventig, verloor de RAI nu ook het monopolie op nationaal niveau. Op 29 september 1980 gingen de uitzendingen van Canale 5, eigendom van de Milanese uitgever Silvio Berlusconi, van start. In januari 1981 begon ook Italia 1, van Edilio Rusconi, met uitzenden en in 1982 volgde Rete 4 van Leonardo Mondadori. Naar aanleiding van de opkomst van deze laatste zender werd de naam van de drie publieke zenders per 3 oktober 1983 veranderd van Rete naar Rai, zodat men niet dacht de zender van Mondadori de vierde zender van het staatsbedrijf was. In het begin nam de RAI de opkomst van deze nieuwe commerciële omroepen niet heel serieus, maar vanaf 1984, nadat Berlusconi Italia 1 en Rete 4 kocht en na het toestaan van het uitzenden via de ether door particuliere omroepen op nationaal niveau, was de publieke omroep gedwongen een oplossing te zoeken. In deze periode stapten veel belangrijke persoonlijkheden van de RAI over naar de commerciële zenders, zoals Mike Bongiorno, Corrado, het duo Mondaini-Vianello, Maurizio Costanzo, Enzo Tortora en vele anderen.
Na de interne concurrentie van de drie publieke omroepen, moest het nu concurreren met de groep Fininvest (later Mediaset). Rai 1 was de hoofdrolspeler in deze strijd en nam de rol aan van leidende zender gericht op gezinnen, met Canale 5 als concurrent; de leidende zender van de tegenpartij.
In deze jaren ontdekten de omroepdirecteuren dat zij alternatieven moesten aanbieden voor de shows, quizzen, Amerikaanse series en soaps van de commerciële televisie. Er ontstond een nieuw concept in de televisiewereld: "counterprogrammering". Pronto Raffaella? uit 1983, gepresenteerd door Raffaella Carrà, was hiervan het eerste voorbeeld. Met dit programma luidde Rai 1 de middag in, tegenover Il pranzo è servito van Corrado op Canale 5 om dezelfde tijd.
In 1986 lanceerde Rai 1 Unomattina in de ochtend, concurrerend met Buongiorno Italia. Ook het Festival van Sanremo leefde weer op na de moeilijke tijden in de jaren zeventig. Pippo Baudo was de koning van de zaterdagavond met het programma Fantastico, waarbij soubrettes als Heather Parisi, Lorella Cuccarini en Alessandra Martines opkwamen in de showbusiness, en van de zondagmiddag met het programma Domenica In.
Waar de RAI nog wel het monopolie op had was de informatie. Tot aan de jaren negentig mochten de commerciële zenders geen journaals uitzenden. Het katholieke TG1 bleef het meest gevolgde televisiejournaal, ondanks de grote concurrentie met het socialistische TG2 en het nieuwe communistische TG3.
Tijdens de jaren tachtig waren Emmanuele Milano van 1980 tot 1985 en Giuseppe Rossini van 1986 tot 1989 de directeuren van Rai 1.

### Jaren 1990
Het begin van de jaren negentig bestond uit problemen. Op Canale 5 van Fininvest werd vanaf dan Tg5 uitgezonden, gepresenteerd door Enrico Mentana, die op de eerste dag zijn concurrent Bruno Vespa van TG1 versloeg bij het journaal van 20:00 uur, maar ook het TG2 gepresenteerd door Alberto La Volpe om 13:00 uur. Ook Rai Uno kreeg te maken met concurrentie, door de jeugdprogramma's op de commerciële zenders.
Maar de eerste jaren van de jaren negentig kenden ook successen, zoals de Beppe Grillo Show die aan het eind van 1993 werd uitgezonden. In 1994 kwam er een nieuwe directeur, Nadio Delai, die vanaf dat jaar zorgde voor veranderingen binnen de omroep. In 1995 werd Delai opgevolgd door Brando Giordani, die schrijver was van bekende culturele programma's van Rai Due en van Piacere Raiuno. Onder zijn leiding kwam het programma Porta a porta tot stand, een programma bedacht en gepresenteerd door Bruno Vespa. Dit programma was de tegenspeler van de Maurizio Costanzo Show. Giordani was directeur tot 1996 en werd opgevolgd door Giovanni Tantillo, die medeoprichter was van Rai Tre samen met de toenmalige directeur Giuseppe Rossini. Onder hem werd Il Fatto van Enzo Biagi uitgezonden, wat een van de kenmerkende programma's voor de RAI werd, en La Zingara, wat tot 2003 concurreerde met Striscia la Notizia.
In 1998 werden de directies heringericht van alle drie de omroepen en de journalistieke bladen van de RAI. Zo werd Ennio Chiodi benoemd tot directeur van het TG3, Giulio Borrelli tot directeur van TG1, Francesco Pinto van Rai Tre en Agostino Saccà van Rai Uno, die dat bleef tot het jaar 2000.

### Jaren 2000
Vanaf 2000 onderging Rai 1 een grote verandering onder de directie van Maurizio Beretta; na ongeveer vijftig jaar voorzag Rai 1 niet meer in jeugdprogramma's. Door deze verandering hield Rai 2 zich tussen 2000 en 2006 bezig met de jeugdprogrammering en vanaf 2006 was dit Rai 3 met de programma's Trebisonda en Melevisione.
In 2001 keerde Agostino Saccà terug en bleef tot hij in 2002 als algemeen directeur van de RAI benoemd werd. Fabrizio Del Noce volgde hem op als directeur van Rai Uno, die het programma Il Fatto van Enzo Biagi van de televisie haalde, wat werd vervangen door een programma gepresenteerd door Pierluigi Battista, dat vele discussies veroorzaakte.
In 2004 kreeg Pippo Baudo ruzie met Del Noce en de RAI en verliet het bedrijf, maar in hetzelfde jaar diende zich een groot succes aan: het programma Affari Tuoi, gepresenteerd door Paolo Bonolis, die met gemak de concurrent Striscia la notizia neerhaalde. In 2005 keerde Pippo Baudo terug, maar ook Adriano Celentano met het programma Rockpolitik, een programma waar centrumrechts tegen protesteerde, maar uiteindelijk een enorm succes werd.
Tijdens de directie van Del Noce zag Rai 1 de hoeveelheid fictie in de programmering van de vooravond groeien. Del Noce bleef directeur tot 2009, waarna hij werd opgevolgd door Mauro Mazza die tot dan directeur was van het TG2.

### Jaren 2010
Het jaar 2010 is het jaar van Antonella Clerici die, na het presenteren van het Festival di Sanremo 2010 en het behalen van een recordaantal kijkers, de taak heeft gekregen de derde editie van Ti lascio una canzone te presenteren, wat vele kijkers trekt. Ook de show van Gigi d'Alessio: Gigi questo sono io, blijkt een groot succes.
Het is ook het jaar dat prins Emanuele Filiberto van Savoye aan de zijde van Pupo zijn intrede doet op de televisie. Eerst op het Festival di Sanremo 2010, daarna als presentator van Raccomandati en Ciak... si canta!. Max Giusti presenteert in de vooravond Stasera è la tua sera, wat een redelijk succes is. Maurizio Costanzo keert na jaren terug bij de RAI en presenteert een talkshow van twintig minuten in de voormiddag: Bontà sua wat refereert aan Bontà loro, de eerste talkshow van de RAI en van de Italiaanse televisie, ook gepresenteerd door Maurizio Costanzo. 
Sinds 18 mei 2010 heet de zender Rai 1, van 1982 tot 2010 werd het cijfer een uitgeschreven als Rai Uno in de zenderaanduidingen.

## Directeuren van Rai 1
| Naam              | van  | tot  |
| ----------------- | ---- | ---- |
| Mimmo Scarano     | 1976 | 1979 |
| Emmanuele Milano  | 1980 | 1985 |
| Giuseppe Rossini  | 1986 | 1989 |
| Carlo Fuscagni    | 1989 | 1993 |
| Nadio Delai       | 1994 | 1995 |
| Brando Giordani   | 1995 | 1996 |
| Giovanni Tantillo | 1996 | 1998 |
| Agostino Saccà    | 1999 | 2000 |
| Maurizio Beretta  | 2000 | 2001 |
| Agostino Saccà    | 2001 | 2002 |
| Fabrizio Del Noce | 2002 | 2009 |
| Mauro Mazza       | 2009 | 2012 |
| Giancarlo Leone   | 2012 | 2016 |
| Andrea Fabiano    | 2016 | 2017 |
| Angelo Teodoli    | 2017 | 2018 |
| Teresa De Santis  | 2018 | 2020 |
| Stefano Coletta   | 2020 | nu   |

## Ontvangst
Rai 1 is een zender die standaard in het aanbod zit van de Belgische kabelnetten. Dit komt omdat een belangrijk deel van de migratiebevolking in België een Italiaanse achtergrond heeft. Ongeveer 2,5 % van de Belgische bevolking is van op zijn minst gedeeltelijk Italiaanse afkomst. De meeste Italianen kwamen naar België na de Tweede Wereldoorlog, om in de mijn- en staalindustrie te werken.
Rai 1 is analoog via de kabel te ontvangen in sommige uitzendregio's van Telenet en zit nationaal in het digitale kabelaanbod van Telenet en  Orange. Ook andere providers als  Proximus TV, VOO, SFR hebben Rai 1 in hun basispakket. Enkel Scarlet heeft geen enkele  Rai zender in hun aanbod maar bieden het commerciële kanaal Mediaset Italia aan in hun basisaanbod.
Via diverse satellieten is Rai 1 in de hele wereld te ontvangen. In het najaar van 2013 krijgt Rai 1 ook haar HD-versie met Rai 1 HD waarop in HD wordt uitgezonden (als opvolger van Rai HD waar eerst de HD uitzendingen van de drie Rai-zenders op te zien waren). Rai 1 HD is in Italië via DVB-T en in Europa via satelliet te ontvangen via het pakket van tivùsat.
In Nederland zat Rai 1 zo'n 30 jaar lang bij diverse kabelmaatschappijen in het zenderpakket. KPN verwijderde van 24 januari 2013 tot 30 juni 2016 de zender uit haar IPTV-aanbod (evenals bij Telfort en Xs4all) ten gunste van Mediaset Italia. Het toenmalige UPC (nu Ziggo) deed dat in juli 2014; op 1 april 2015 verwijderde ook Ziggo uit haar aanbod, nadat in januari 2015 ook Delta in Zweeland daarmee was gestopt. Daarmee was Rai 1 in Nederland - behalve via satelliet - gedurende enkele jaren alleen nog te ontvangen via de IPTV-providers Tweak, Heldenvannu, Stipte, Solcon, Plinq, Fiber en T-Mobile Thuis (pakket internationaal). Kabelaars Caiway (pakket Extra TV, in Twente basispakket), REKAM (smartcard benodigd wel in basis), Cai Harderwijk en enkele kleine exploitanten bleven Rai 1 wel nog distribueren. 
Na een campagne van de groep Rai 1 Back in Holland, herstartte KPN per 1 juli 2016 de distributie van Rai 1 via IPTV (KPN Interactieve TV), waarmee de zender ook via onder andere Telfort en XS4all is teruggekeerd in het basispakket. Ziggo kondigde aan per september 2016 met een Italiaanse tv applicatie voor Horizon-box abonnees (die betalen overigens meer dan de standaardabonnees) te komen waarin onder andere Rai 1, Rai 2, Rai 3 en Rai News 24 te zien zullen zijn via internet-technieken.

## Programma's

### Nieuws en Informatie
- TG1 (televisiejournaal van Rai 1)
- TV7
- Speciale TG1
- UnoMattina
- Linea Verde
- Porta a Porta
- SuperQuark

### Shows
- Sanremo Festival della Canzone Italiana
- Domenica In
- Affari Tuoi
- Festa Italiana
- La Vita in Diretta
- La Prova del Cuoco
- Sottovoce